# Paßenrieth
Paßenrieth ist ein Ortsteil des Marktes Eslarn im oberpfälzischen Landkreis Neustadt an der Waldnaab.

## Geographische Lage
Der Weiler Paßenrieth liegt rund 2 km südwestlich von Eslarn auf einer Rodungsfläche. Die Nachbarorte sind im Norden Roßtränk, im Südosten Gmeinsrieth, im Süden Oberaltmannsrieth und im Westen Ragenwies.

## Geschichte
Paßenrieth gehört zu den ältesten Siedlungsstätten, die Anfang des 11. Jahrhunderts bei
der Rodung und Besiedlung des Gemeindegebietes des heutigen Eslarns entstanden.
Diese ältesten Siedlungsstätten sind die heutigen Ortsteile
Büchelberg, Putzhof, Oberaltmannsrieth, Putzenrieth, Paßenrieth, Gmeinsrieth (ursprünglich: Mansenrieth) und
Öd (ursprünglich: Behaimrieth, das ist Böhmer- oder Böhmischrieth).
Die Endung -rieth deutet auf Rodung hin.
Der Ortsname kommt vom Personennamen Passo oder Passel.
Graf Rapoto von Abenberg tauschte 1162 Güter zu Paßenrieth an das Bistum Regensburg.
Während des Dreißigjährigen Krieges hatte Paßenrieth viel zu leiden,
speziell während der Schlachten zwischen dem Grafen Ernst von Mansfeld
und dem bayerischen Generalleutnant Freiherr Johann Tserklas von Tilly, die sich
von 1620 bis 1621 in der Gegend von Waidhaus und Eslarn abspielten.
Während dieser Schlachten wurden der größte Bauernhof und zwei weitere Höfe zu Paßenrieth ausgeplündert und abgebrannt.
1628 hatte Paßenrieth 3 Höfe, 1 Gut und 1 Hüthaus und zahlte 17 Gulden 59½ Kreuzer Jahressteuer.
Nach Ende des Dreißigjährigen Krieges hatte Paßenrieth noch 8 Haushaltungen.
Zum Stichtag 23. März 1913 (Osterfest) wurde Paßenrieth als Teil der Pfarrei Eslarn mit 7 Häusern und 56 Einwohnern aufgeführt.
Am 31. Dezember 1990 hatte Paßenrieth 19 Einwohner und gehörte zur Pfarrei Eslarn.